# Punt mitjà

Construcció del punt mitjà amb regle i compàs

El punt mitjà {\displaystyle M} d'un segment lineal {\displaystyle {\overline {AB}}} és el punt del segment que equidista dels extrems {\displaystyle A} i {\displaystyle B}.
{\displaystyle M={\frac {A+B}{2}}}
El punt mitjà és la intersecció del segment amb la seva mediatriu.